# Maho Nishikawa
Maho Nishikawa –en japonés, 西川 真帆, Nishikawa Maho– (15 de junio de 1992) es una deportista japonesa que compite en judo. Ganó una medalla de plata en el Campeonato Asiático de Judo de 2015 en la categoría de –63 kg.

## Palmarés internacional
| Campeonato Asiático | Campeonato Asiático | Campeonato Asiático | Campeonato Asiático |
| Año                 | Lugar               | Medalla             | Categoría           |
| ------------------- | ------------------- | ------------------- | ------------------- |
| 2015                | Kuwait (Kuwait)     | Medalla de plata    | –63 kg              |